# Дністрянський Мирослав Степанович
Миросла́в Степа́нович Дністря́нський (нар. 31 серпня 1961, с. Дністрик-Дубовий Турківського району Львівської області)  — український науковець в галузі політичної географії та геополітики, історичної географії, етно- і демогеографії. Доктор географічних наук. Доктор суспільно-економічних наук Українського Вільного Університету в Мюнхені. Професор кафедри географії України Львівського національного університету імені Івана Франка.

## Біографія
Народився 31 серпня 1961 року в с. Дністрик-Дубовий Турківського району Львівської області.
Закінчив з відзнаками Самбірське педагогічне училище (1981 р.) і Львівський державний університет імені Івана Франка (1989). У 1981—1982 роках учителював у загальноосвітніх школах Новомиргородського району Кіровоградської області. Першу половину 1990 року працював у Львівському відділенні Інституту економіки АН України. З вересня 1990 року і по сьогоднішній день — викладач кафедри географії України Львівського національного університету імені Івана Франка: до 1996 року — асистент, з 1996 по 2006 роки — доцент, а з 2006 року — професор. У 1995 році захистив кандидатську дисертацію "Політико-адміністративний устрій України (географічні проблеми формування і вдосконалення). За результатами наукової роботи в Українському Вільному Університеті в Мюнхені підготував і захистив у 1999 році дисертацію «Територіально-політична система України». У 2006 році здобув науковий ступінь доктора географічних наук. Тема докторської дисертації — «Етнополітична географія України: проблеми теорії, методології, практики».
На географічному факультеті Львівського національного університету імені Івана Франка М. С. Дністрянський розробив і викладає курси «Економічна та соціальна географія України», «Політична географія України», «Основи геополітики», «Етногеографія України», «Історична географія України». Є членом спеціалізованих вчених рад із захисту докторських і кандидатських дисертацій у Львівському та Чернівецькому національних університетах, головним редактором «Вісника Львівського університету. Серія географічна», членом редколегії «Наукового вісника Східноєвропейського національного університету імені Лесі Українки. Географічні науки».

## Наукова діяльність
В галузі етногеографії, історичної й політичної географії М. С. Дністрянський розкрив роль різноспрямованих колонізаційних рухів в заселенні Українських Карпат, проаналізував формування державних кордонів, зміни етнічних меж на території України, обґрунтував загальні тенденції еволюції адміністративно-територіальних систем, суспільно-географічні принципи та критерії їхнього вдосконалення. Зробив всебічний аналіз етногеографічної ситуації в Україні, дослідив тенденції регіональних етнополітичних процесів та оцінив перспективи культурно-політичної цілісності держави.
Як демогеограф розкрив передумови та регіональні особливості демографічної кризи в Україні, суспільно-географічний потенціал та проблеми функціонування дуже малих міст Львівської області.
Досліджуючи геополітичну проблематику, розробив концептуально-методологічні основи геополітики як наукової аналітики та загальні принципи конструктивної геополітичної діяльності. Обґрунтовує оптимальність системи національних держав та етнонаціональних федерацій для сучасного і майбутнього світоустрою, передумови зрівноваженого і безконфліктного розвитку територіально-політичних систем.